# Gran Premio de Alemania de Motociclismo de 1961
El Gran Premio de Alemania de Motociclismo de 1961 fue la segunda prueba de la temporada 1961 del Campeonato Mundial de Motociclismo. El Gran Premio se disputó el 14 de mayo de 1961 en el Circuito de Hockenheim.

## Resultados 500cc
Después de abandonar en las carreras de 250 y 350cc, Gary Hocking ganó la carrera de 500cc de manera convincente con su MV Agusta 500 4C. Puso al resto de pilotos a una vuelta, lo que significó una ventaja de casi ocho kilómetros. Frank Perris terminó su Norton 30M en segundo lugar y Hans-Günther Jäger (BMW), tercero.
| Pos.    | Piloto             | Moto      | Tiempo       | Pts. |
| ------- | ------------------ | --------- | ------------ | ---- |
| 1       | Gary Hocking       | MV Agusta | 1h 07' 03" 1 | 8    |
| 2       | Frank Perris       | Norton    | +1 Vuelta    | 6    |
| 3       | Hans-Günther Jäger | BMW       | +1 Vuelta    | 4    |
| 4       | Mike Hailwood      | Norton    | +1 Vuelta    | 3    |
| 5       | Ernst Hiller       | Matchless | +1 Vuelta    | 2    |
| 6       | Lothar John        | BMW       | +1 Vuelta    | 1    |
| 7       | Vernon Cottle      | Norton    | +2 Vueltas   |      |
| 8       | Roland Föll        | Matchless | +3 Vueltas   |      |
| 9       | Klaus Hamelmann    | Norton    | +3 Vueltas   |      |
| 10      | Heinz Kauert       | Matchless | +3 Vueltas   |      |
| 11      | Peter Horton       | Norton    | +3 Vueltas   |      |
| 12      | Jacques Insermini  | Norton    |              |      |
| Ret     | Hans Pesl          | Norton    | Ret          |      |
| Ret     | Rudolf Gläser      | Norton    | Ret          |      |
| Ret     | Ralph Rensen       | Norton    | Ret          |      |
| Ret     | Karl Recktenwald   | Norton    | Ret          |      |
| Ret     | Paddy Driver       | Norton    | Ret          |      |
| Ret     | Alois Huber        | BMW       | Ret          |      |
| Ret     | Geoff Tanner       | Norton    | Ret          |      |
| Ret     | Karl Hoppe         | Norton    | Ret          |      |
| Fuente: |                    |           |              |      |

## Resultados 350cc
Después de que Gary Hocking se retiró con la MV Agusta 350 4C y dejó el camino despejado a las Jawa. František Št'astný ganó la carrera por delante de su compañero de equipo y compatriota Gustav Havel, en el que era su debut en el campeonato mundial. Tres pilotos pilotaron la nueva Bianchi de dos cilindros: Bob McIntyre, Ernesto Brambilla y Gilberto Milani, pero todos ellos se retiraron.
| Pos. | Piloto             | Equipo    | Tiempo    | Pts. |
| ---- | ------------------ | --------- | --------- | ---- |
| 1    | František Št'astný | Jawa      | 51' 14" 4 | 8    |
| 2    | Gustav Havel       | Jawa      | +46" 3    | 6    |
| 3    | Rudi Thalhammer    | Norton    | +1' 17" 2 | 4    |
| 4    | Ralph Rensen       | Norton    | +1' 33" 9 | 3    |
| 5    | Hans Pesl          | Norton    | +1' 34" 4 | 2    |
| 6    | Frank Perris       | Norton    | +2' 18" 7 | 1    |
| 7    | Karl Hoppe         | AJS       | +1 Vuelta |      |
| 8    | Jack Findlay       | Norton    | +1 Vuelta |      |
| 9    | Geoff Tanner       | Norton    | +1 Vuelta |      |
| 10   | Andreas Klaus      | Norton    | +1 Vuelta |      |
| Ret  | Gary Hocking       | MV Agusta | Ret       |      |
| Ret  | Ernesto Brambilla  | Bianchi   | Ret       |      |
| Ret  | Gilberto Milani    | Bianchi   | Ret       |      |
| Ret  | Bob McIntyre       | Bianchi   | Ret       |      |

## Resultados 250cc
En el cuarto de litro, Gary Hocking se retiró con su MV Agusta 250 de dos cilindros. Los pilotos de Honda Kunimitsu Takahashi y Jim Redman se pudieron beneficiado de esto. Terminaron con medio segundo de diferencia y ocho segundos por delante de Tarquinio Provini en su Moto Morini 250 Bialbero. Las MZ RE 250 de Ernst Degner, Alan Shepherd y Hans Fischer se quedaron muy atrás.
| Pos. | Piloto              | Moto        | Tiempo     | Pts. |
| ---- | ------------------- | ----------- | ---------- | ---- |
| 1    | Kunimitsu Takahashi | Honda       | 49' 43" 6  | 8    |
| 2    | Jim Redman          | Honda       | +0" 4      | 6    |
| 3    | Tarquinio Provini   | Moto Morini | +4" 8      | 4    |
| 4    | Ernst Degner        | MZ          | +53" 6     | 3    |
| 5    | Alan Shepherd       | MZ          | +2' 13" 5  | 2    |
| 6    | Hans Fischer        | MZ          | +2' 14"    | 1    |
| 7    | Silvio Grassetti    | Benelli     | +2' 14" 5  |      |
| 8    | Mike Hailwood       | Honda       | +1 Vuelta  |      |
| 9    | Helmut Weber        | MZ          | +1 Vuelta  |      |
| 10   | Gustav Havel        | Jawa        | +2 Vueltas |      |
| Ret  | Giuseppe Visenzi    | Aermacchi   | Ret        |      |
| Ret  | Gary Hocking        | MV Agusta   | Ret        |      |

## Resultados 125cc
En el octavo de litro, Honda había ganado el GP de España, pero ahora no pudo asegura la victoria contra la MZ RE 125. Ernst Degner ganó a sus compañeros Alan Shepherd, Walter Brehme y Hans Fischer. Luigi Taveri terminó en quinto lugar con una Honda RC 144. Esta fue la única vez que Honda usó la RC 144. Honda consideró esta máquina como una «moto desafortunada» después del resultado decepcionante y desapareció en un museo.
| Pos. | Piloto              | Moto    | Tiempo    | Pts. |
| ---- | ------------------- | ------- | --------- | ---- |
| 1    | Ernst Degner        | MZ      | 43' 53"   | 8    |
| 2    | Alan Shepherd       | MZ      | +23" 3    | 6    |
| 3    | Walter Brehme       | MZ      | +23" 3    | 4    |
| 4    | Hans Fischer        | MZ      | +1' 28" 8 | 3    |
| 5    | Luigi Taveri        | Honda   | +1' 29" 3 | 2    |
| 6    | Kunimitsu Takahashi | Honda   | +2' 10" 4 | 1    |
| 7    | Jim Redman          | Honda   | +2' 23" 7 |      |
| 8    | Helmut Assmann      | MZ      | +2' 36" 9 |      |
| 9    | John Grace          | Bultaco | +3' 02" 7 |      |
| 10   | Stanislav Malina    | ČZ      | +1 Vuelta |      |
| Ret  | Tom Phillis         | Honda   | Ret       |      |
| Ret  | Mike Hailwood       | EMC     | Ret       |      |